# Centrale solaire de Rwamagana
 (avril 2024).
La mise en forme du texte ne suit pas les recommandations de Wikipédia : il faut le « wikifier ».
Les points d'amélioration suivants sont les cas les plus fréquents. Le détail des points à revoir est peut-être précisé sur la page de discussion.
- Les titres sont pré-formatés par le logiciel. Ils ne sont ni en capitales, ni en gras.
- Le texte ne doit pas être écrit en capitales (les noms de famille non plus), ni en gras, ni en italique, ni en « petit »…
- Le gras n'est utilisé que pour surligner le titre de l'article dans l'introduction, une seule fois.
- L'italique est rarement utilisé : mots en langue étrangère, titres d'œuvres, noms de bateaux, etc.
- Les citations ne sont pas en italique mais en corps de texte normal. Elles sont entourées par des guillemets français : « et ».
- Les listes à puces sont à éviter, des paragraphes rédigés étant largement préférés. Les tableaux sont à réserver à la présentation de données structurées (résultats, etc.).
- Les appels de note de bas de page (petits chiffres en exposant, introduits par l'outil «  Source ») sont à placer entre la fin de phrase et le point final[comme ça].
- Les liens internes (vers d'autres articles de Wikipédia) sont à choisir avec parcimonie. Créez des liens vers des articles approfondissant le sujet. Les termes génériques sans rapport avec le sujet sont à éviter, ainsi que les répétitions de liens vers un même terme.
- Les liens externes sont à placer uniquement dans une section « Liens externes », à la fin de l'article. Ces liens sont à choisir avec parcimonie suivant les règles définies. Si un lien sert de source à l'article, son insertion dans le texte est à faire par les notes de bas de page.
- La présentation des références doit suivre les conventions bibliographiques. Il est recommandé d'utiliser les modèles {{Ouvrage}}, {{Chapitre}}, {{Article}}, {{Lien web}} et/ou {{Bibliographie}}. Le mode d'édition visuel peut mettre en forme automatiquement les références.
- Insérer une infobox (cadre d'informations à droite) n'est pas obligatoire pour parachever la mise en page.

Pour une aide détaillée, merci de consulter Aide:Wikification.
Si vous pensez que ces points ont été résolus, vous pouvez retirer ce bandeau et améliorer la mise en forme d'un autre article.
La centrale solaire de Rwamagana est une centrale solaire de 8,5 MW située à Rwamagana dans la province de l'Est, au Rwanda.

## Emplacement
La centrale électrique est située sur un terrain loué, dans le campus de village de jeunes shalom Agahozo, dans le district de Rwamagana, Est du Rwanda, à 58 kilométres, au sud-est de Kigali, la capitale et plus grande ville de pays du Rwanda . Les coordonnées de la centrale sont : 2°01'34.0"S, 30°22'38.0"E (Latitude : -2.026111 ; Longitude : 30.377222)  .

## Aperçu
En juillet 2013, le gouvernement du Rwanda a passé un contrat avec GigaWatt Global, une entreprise  Pays-Bas, pour développer une centrale solaire de 8,5 mégawatts, dans le district de Rwamagana, dans la province orientale, pour un prix contractuel de 23 millions de dollars américains (15 milliards de FRW) .
En février 2014, GigaWatt Global a pu atteindre le bouclage financier, permettant le début de la construction. L'interconnexion de réseau électrique a été réalisée par le gouvernement du Rwanda en juillet 2014, et en septembre 2014, la centrale électrique produisait la capacité maximale. La centrale électrique se compose de 28 360 panneaux photovoltaïques individuels, réparti sur un 50 acres (20,2342821 ha) . Le prix final de la construction, y compris le coût d'accès au réseau national, s'est élevé à 23,7 millions de dollars américains. Le financement provenait de plusieurs sources, notamment (a) la Société néerlandaise de financement du développement , (b) le Fonds pour les infrastructures en Afrique émergente et (c) Norfund  .

## Voir également
- Rwandan Power Stations
- Energy in Rwanda
- Economy of Rwanda